# Clavularia alba
Clavularia alba är en korallart som först beskrevs av Grieg 1888.  Clavularia alba ingår i släktet Clavularia och familjen Clavulariidae. Inga underarter finns listade i Catalogue of Life.